# Hyloniscus adonis
Hyloniscus adonis là một loài chân đều trong họ Trichoniscidae. Loài này được Verhoeff miêu tả khoa học năm 1927.